# Sanam Khatibi
Sanam Khatibi (n. 1979, Teherán, Irán) es una artista belga que vive y trabaja en Bruselas. Su trabajo consiste en pinturas, bordados, tapices y esculturas. Los temas de su trabajo se relacionan con los instintos y la animalidad primarios de la humanidad, la dinámica hombre-mujer, el equilibrio de poder entre los sexos, la dominación y la sumisión, y el miedo y el deseo. Sus obras se han exhibido en exposiciones individuales y colectivas en Europa y los Estados Unidos

## Trabajo
Khatibi cita a Frida Kahlo, Hieronymus Bosch y Henry Darger como sus fuentes de inspiración. Las pinturas de Khatibi a menudo se parecen a las imágenes del Renacimiento, con grupos de figuras femeninas desnudas casi transparentes contra fondos de paisajes de colores pastel. Las mujeres fantasmales interactúan con la vida salvaje circundante y exploran sus impulsos animales. Su trabajo es visto como "un giro contemporáneo del surrealismo y lo misterioso".
Autodidacta, Khatibi se describe como "guiada por un instinto indómito", y "cada obra parece ser una invitación a un juego sexual, tierno o brutal, romántico o salvaje".  Khatibi explica: "No importa cuánto trate de ocultarlo la sociedad, no importa cuán educados actuemos, nuestros impulsos siguen siendo primitivos".
"Junto con la aparente bestialidad y la violencia de las escenas representadas, la artista mantiene un ojo divertido en el alegre carnaval". "Los sujetos femeninos se presentan como protagonistas, no como víctimas. Cazan, domestican o seducen a las bestias salvajes, en lugar de ser devastados por ellas ".
Khatibi dice que sus figuras femeninas son "los depredadores, las figuras dominantes, que son bastante impulsivas y juguetonas ... a menudo representadas en el mismo plano que la flora y la fauna". Una crítica señala que "las mujeres tienen una relación ambigua con el poder, la violencia, la sensualidad y entre ellas". Khatibi agrega "supongo que todas soy yo y que todas son pedazos de nosotros".  
Su serie "Los asesinatos del río Verde", exhibida en 2019 en la galería Rodolphe Janssen en Bruselas, examinó los crímenes del asesino en serie Gary Ridgway en el área de Green Rive del estado de Washington.

## Exposiciones individuales seleccionadas
Khatibi ha mostrado su trabajo en varias exposiciones en toda Europa y Estados Unidos . Las exposiciones individuales notables incluyen: 
- Seducir o morir de hambre, Isla, Bruselas, Bélgica (2014).
- Pregúntame amablemente, Trampoline, Amberes, Bélgica (2015).
- El hueco en los helechos, NICC Vitrine, Bruselas, Bélgica (2016).
- El jardín descompuesto, Super Dakota, Bruselas, Bélgica (2016)
- No hay iglesia en la naturaleza, The Cabin LA, Los Ángeles CA, EE. UU. (2017)
- Con seriedad y anhelo, Billboard Series # 6: Art in Public Space, Artlead, Gante, Bélgica (2017)
- Ríos en la boca, Rodolphe Janssen, Bruselas, Bélgica (2017)
- Visón salvaje, Artlead Salón, Bruselas, Bélgica (2018)[3]
- Los asesinatos del río Verde, Rodolphe Janssen, Bruselas, Bélgica (2019)[1]
- "El más cruel de los mares " Kunsthal Gante (2020)

## Exposiciones colectivas seleccionadas
- Qué amor!, MAC, Musée d'Art Contemporain, Marsella, Francia, 2018
- Jubileo NICC 20 años, NICC, Amberes, Bélgica, 2018
- Hécate, varios incendios pequeños, Los Ángeles, California, EE. UU., 2017
- Verano en la ciudad, Christine Konig Gallery, Viena, Austria, 2016
- Bienal de Pintura, Museo de Deinze, Deinze, Bélgica, 2016
- Balls & Glory, rodolphe janssen, Bruselas, Bélgica, 2016
- Louise 186, Bruselas Art Days, Bruselas, Bélgica, 2015
- Yo, yo y yo, trampolín, Amberes, Bélgica, 2015[2]
- El Séptimo Continente 16a Bienal de Estambul, 2019
- " Las lágrimas de Eros: Moesman, el surrealismo y los sexos " Utrecht, 2020